# Ducato Volley
La Ducato Volley è stata una società pallavolistica maschile italiana con sede a Parma.

## Storia
La Ducato Volley è stata fondata nel 2003: grazie all'acquisto del titolo sportivo dalla Pallavolo Piacenza, ottiene il diritto di partecipazione alla Serie A1 per la stagione 2003-04: al termine di un campionato condotto su livelli mediocri, cede il titolo sportivo al Taranto Volley, cessando poi ogni tipo di attività. 